# Redslareds landskommun
Redslareds landskommun var en tidigare kommun i dåvarande Älvsborgs län.

## Administrativ historik
Den inrättades i Redslareds socken i Kinds härad i Västergötland när 1862 års kommunalförordningar trädde i kraft.
Vid Kommunreformen 1952 uppgick kommunen i Axelfors landskommun som 1971 uppgick i Svenljunga kommun.